# Jacqueline Casey
Pour les articles homonymes, voir Casey.
Jacqueline Casey (20 avril 1927 — 18 mai 1992) est une designer graphique principalement connue pour les affiches qu’elle a conçues pour l'Institut de Technologie du Massachusetts (MIT).

## Cursus
Casey est née en 1927 à Quincy, Massachusetts. Elle obtient en 1949 un baccalauréat en Beaux-Arts en stylisme et illustration au Massachusetts College of Art and Design (MassArt). Après son diplôme, elle occupe des postes variés, notamment dans l’architecture d’intérieur et la publicité.

## Carrière au MIT
En 1955, elle est recrutée par Muriel Cooper, une ancienne collègue du MassArt, pour travailler à l’Office of Publications du MIT. Elle en devient directrice en 1972, Cooper ayant rejoint la faculté du MIT. Les deux femmes étaient parmi les rares à occuper ce type de poste au MIT à cette époque.
À la tête du département, Casey s’illustre pour la conception d’affiches publicitaires très distinctives pour les évènements du MIT, travaillant aux côtés de Ralph Coburn et de Dietmar Winkler. Le graphisme de Casey est influencé par le style typographique international, récemment mis au point en Suisse, en particulier par des designers comme Karl Gerstner, Armin Hofmann, et Josef Müller-Brockmann. Casey déclare avoir été influencée par Thérèse Moll, une jeune graphiste suisse formée à l'école de design de Bâle, qui a travaillé pendant une brève période en 1959 au bureau des publications du MIT.
Ses affiches sont généralement composées d’une image frappante ou de typographie de graisse importante, accompagnée par des informations détaillées en petit corps. Elle utilise souvent des jeux typographiques ou des jeux visuels dans son travail. Parlant de ses créations en 1988, elle raconte : « Mon travail est de faire que les gens s’arrêtent devant une image saisissante ou déroutante, et d’inciter le spectateur à lire le message en petits caractères et surtout à aller visiter l’exposition. »
En plus de leur utilisation pour la promotion des évènements sur le campus et dans les publications du MIT, les travaux de Casey ont été exposés au MIT, à la Chelsea School of Art à Londres, et au London College of Printing.
Casey quitte son rôle de directrice en 1989, tout en continuant à travailler en tant qu’intervenante au MIT Media Laboratory.

## Héritage
Le travail de Casey est archivé dans les collections permanentes de la Bibliothèque du Congrès, ldu Musée d'Art Moderne de New York, et du Cooper-Hewitt Museum.
Le MIT Museum monte en 1992 et en 2012 des expositions consacrées au travail de Casey. En plus des fonds du MIT, l’Institut de Technologie de Rochester possède une collection de 99 affiches, données à titre posthume à la demande de la designer.

## Récompenses
Jacqueline Casey a reçu de nombreux prix et distinctions pour son travail.